# MSCI Emerging Markets
 (juillet 2024).

Le MSCI Emerging Markets est un indice boursier mesurant la performance des marchés boursiers de pays à économie émergente, géré par MSCI.

## Histoire
L'indice MSCI Emerging Markets Index est lancé en 1988 par l'agence d'analyse financière MSCI, alors branche de la banque Morgan Stanley.
En mai 2009, Israël sort de l'index pour rejoindre le World Index.
En juin 2013, le Qatar et les Émirats arabes unis sont ajoutés à l'index, et rejoints en novembre 2013 par la Grèce qui chute de la liste des World Index,.
En 2015, le géant d'Abu Dhabi Etisalat est ajouté à l'index, ainsi que la filiale indienne de Bosch, le coréen Hanssem Co, le taïwanais Wan Hai Lines, le qatari Nakilat, et les chinois Alibaba et Baidu.
En mars 2022, la Russie est retirée de l'indice lors de l'invasion de l'Ukraine.

## Indice
En 2015, l’indice sert de référence à $1600 milliards de valeurs boursières, et se compose des titres des 24 pays suivants :
- Afrique
  -  Afrique du Sud : 7,6 %
  -  Égypte : 0,4 %
  -  Maroc : 0,1 %
- Amérique
  -  Brésil : 14,8 %
  -  Chili : 1,8 %
  -  Colombie : 1,1 %
  -  Mexique : 4,7 %
  -  Pérou : 0,7 %
- Asie
  -  Chine : 17,2 %
  -  Corée du Sud : 15,1 %
  -  Inde : 6,5 %
  -  Indonésie : 2,7 %
  -  Malaisie : 3,4 %
  -  Philippines : 0,8 %
  -  Taïwan : 11,0 %
  -  Thaïlande : 2,1 %
  -  Turquie : 1,4 %
  -  Qatar
  -  Émirats arabes unis
- Europe
  -  Hongrie : 0,3 %
  -  Pologne : 1,4 %
  -  République tchèque : 0,3 %
  -  Grèce

En juin 2021, l'indice était composé d'environ 1400 titres.